# 今日焦點
今日焦點（日語：クローズアップ現代），簡稱（kurogen），是日本NHK製作的一個電視新聞節目，每週一至週四在NHK綜合頻道和及NHK World Premium播出。1993年4月5日開播，當時在21點30分播出，2000年後改在19點30分播出，播出時間約26分鐘。之前主持人是資深主播國谷裕子，她自節目開始播出以來就一直主持該節目。每集就一個主題播出記者的調查報告，並對專家學者進行訪問。从2009年1月开始，该节目也于NHK World-Japan播出，全程以英語配音。
2016年4月4日開始，今日焦點變更至22:00 - 22:25播出，節目原文名稱也改為 () 並換成多人主持節目。

## 外部連結
- 官方網站（页面存档备份，存于）
- Today's Close-Up（页面存档备份，存于）
- クローズアップ現代 - NHK放送史（日本放送协会）（日語）

- クローズアップ現代　世界を変えた男　スティーブ・ジョブズの素顔 - NHK放送史（日本放送协会）（日語）

- クローズアップ現代＋ - NHK放送史（日本放送协会）（日語）

- 今日焦點的X（前Twitter）